# Biotehnologie
Biotehnologia este o știință nouă bazată pe biologie al cărei scop este  utilizarea în tehnică a microorganismelor sau a produselor derivate de la acestea, a culturilor de celule vegetale și animale pentru producerea de substanțe utile în agricultură și în industria alimentară, farmaceutică etc. în folosul activității umane. 

## Definiții
Denumirea de biotehnologie provine de la cuvintele grecești bios - viață, tehnikos - tehnici și logos – studiu.
Termenul de biotehnologie a fost utilizat pentru prima dată în 1910 de către Thomas H. Morgan, având semnificația proceselor care realizau produse din materiale brute cu ajutorul organismelor vii. 
Convenția ONU pentru diversitatea biologică definește biotehnologia drept: 
"Orice aplicație tehnologică care utilizează sisteme biologice, organisme vii, sau derivate ale acestora, pentru a crea sau modifica produse sau procese în scopuri bine determinate"
Federația Europeană de Biologie stabilește biotehnologia ca fiind utilizarea integrată a biochimiei, microbiologiei și ingineriei în scopul obținerii unei aplicații tehnologice industriale, cu ajutorul microorganismelor, culturilor de celule și a părților componente a acestora. 
Conform Oficiului pentru evaluarea tehnologiilor (OTA) din SUA , biotehnologia este o știință care reprezintă aplicarea sistemelor și organismelor biologice în obținerea unor produse și servicii. 
Institutul de Știință și Tehnologii Alimentare definește biotehnologia ca o știință care folosește tehnicile biologice în creșterea plantelor, a animalelor sau culturilor microbiene în scopul ameliorării cantitative, calitative sau senzoriale a alimentelor derivate, a ușurării procesării lor sau a creșterii eficienței economice. 
Conform Societății Americane de Biotehnologie, biotehnologia se ocupă cu studiul oricărei tehnici care folosește organisme vii, sau părți ale acestora, pentru a obține sau modifica produse, îmbunătățirea caracteristicilor unor plante și animale, sau a dezvolta microorganisme cu întrebuințări specifice.
După unii autori, biotehnologia include numai metodele moderne ale ingineriei genetice, metodă care se studiază intensiv de la începutul anilor ’70.

## Istoric
Încă din antichitate omenirea a utilizat diferite metode la baza cărora se află procesele de fermentație, procese ce decurgeau cu participarea unor organisme vii (în special microorganisme) pentru obținerea de produse alimentare.  

Dovezi scrise (papirusuri, tăblițe, Biblia) arată ca sumerienii și babilonienii produceau bere din drojdii cu 6000 de ani î. Hr., egiptenii preparau pâine folosind maia cu 4000 de ani î. Hr., iar în Orientul Apropiat se producea vin.
Cu 500 ani î.Hr. în China se producea lapte de soia mucegăit folosit ca antibiotic pentru a trata arsurile, iar în anii 100 d.Hr., tot în China, un praf aplicat ca insecticid pe crizanteme. 
Bazele biotehnologiei moderne au fost puse de Gregor Mendel în 1865, care a descoperit modul în care la plante, caracterele ereditare trec de la părinți.
Dezvoltarea biotehnologiei este legată de revoluția biologiei moleculare, care a urmat anilor ’50 și a permis înțelegerea profundă a legăturilor dintre structura moleculară, cea morfologică și capacitatea de funcționare, creștere și multiplicare a diferitelor sisteme biologice.

## Aplicații
Biotehnologia este aplicată in diverse domenii : agricultură, industria alimentară, farmaceutică, producție industrială, mediu (depoluare), medicină, medical-veterinar etc. Sfera domeniilor de aplicabilitate a biotehnologiilor este foarte mare, dată fiind varietatea proceselor biotehnologice.

### Agricultură
Biotehnologiile agricole cuprind biotehnologii vegetale și biotehnologii în zootehnie.
- biotehnologiile vegetale vizează utilizarea culturilor celulare vegetale precum și a tehnicilor de inginerie genetică în scopul obținerii de noi soiuri cu rezistență la atacul agenților patogeni, rezistente la temperaturi scăzute sau ridicate, secetă sau salinitate crescută a solurilor, implementarea de sisteme simbiotice la diferite specii de plante, multiplicarea speciilor horticole și obținerea de noi hibrizi cu proprietăți îmbunătățite etc; se caută de asemenea specii forestiere apte unor producții rapide de masă lemnoasă de calitate, înalt regenerabile sau capabile de împădurire a zonelor alpine extreme sau deteriorate.
- biotehnologiile din zootehnie se referă în special la nutriția animală, creșterea rezistenței animalelor la atacul factorilor patogeni, obținerea de animale cu producții crescute de carne, lapte, ouă, lână, etc., de reproducție artificială și de predeterminare a sexului la animale, conservarea resurselor genetice animale.

### Alimentație
Biotehnologiile alimentare sunt procedee industriale de prelucrare a legumelor și fructelor, a laptelui și produselor lactate, a cărnii.
- fermentație -  diversificarea gamei de produse obținute prin fermentare (alimente, antibiotice și enzime cu variate aplicații), perfecționarea vechilor procese de fermentație cunoscute și aplicate în industria alimentară
- sinteza de proteine microbiene pentru alimentația animalelor și a omului - sursa de energie pentru producerea acestora poate fi mediul special creat, deșeuri organice vegetale sau animale, menajere sau chiar petroliere
- acvacultură - cultivarea pe scară largă a algelor unicelulare în scop alimentar și pentru extracția de substanțe chimice.

### Medicină
- medicină veterinară - biotehnologiile medical veterinare au ca scop crearea unor sisteme de diagnostic rapid și eficient a maladiilor sau dereglărilor funcționale la animale, producerea unor sisteme biologice de combatere a bolilor (anticorpi monoclonali, vaccinuri, agenți de biocontrol): transferul de embrioni, fertilizarea în vitro și clonarea,  protecția animalelor prin vaccinare și tratament cu substanțe de sinteză biotehnologică

- sănătate publică - reprezintă domeniul cu cea mai înaltă rată de creștere în biologia moleculară farmaceutică: producerea de biomasă proteică, biosinteza antibioticelor, producția de acizi organici, de aminoacizi, enzime, obținerea de probiotice, hormoni, vitamine, polizaharide.

- producerea și sinteza de vaccinuri pentru eradicarea unor boli care afectează încă foarte grav populația umană (poliomielită, rujeolă, gripă, malarie etc)
- producerea de medicamente - cea mai mare parte a medicamentelor produse și comercializate pe plan mondial sunt produse într-o formă sau alta prin biotehnologie.

### Producerea de energie
- producerea surselor auxiliare de energie pe baza deșeurilor organice rezultate din agricultură, zootehnie, silvicultură, industria alimentară.: alcooli, metan, hidrogen.

### Controlul poluării
- metode și tehnologii de epurare biologică a apelor uzate sau poluate, a aerului, solurilor degradate, extracția de minereuri cu ajutorul microorganismelor,  metode de bioremediere cu ajutorul plantelor sau microorganismelor.